# Matasia satana
Matasia satana is een schietmot uit de familie Conoesucidae. De soort komt voor in het Australaziatisch gebied.